# جامعه‌شناسی آرمان‌شهری حقیقی
جامعه‌شناسی آرمان‌شهری حقیقی (به انگلیسی: Real utopian sociology) رهایی‌بخش علوم اجتماعی است که توسط اریک الین رایت (۹ فوریه ۱۹۴۷–۲۳ ژانویه ۲۰۱۹) یک مارکسیست تحلیلی جامعه‌شناس آمریکایی و متخصص در قشربندی اجتماعی ایجاد و اجرا شده‌است. تناقض ظاهری در نام آن عمدی است: این نوع جامعه‌شناسی به دنبال طرح‌های آرمان‌شهری موجود و ارزیابی پتانسیل آنها برای جایگزینی نظام‌های سلطه، به ویژه به عنوان یک استراتژی ضدسرمایه‌داری است. به بیان ساده، جامعه‌شناسی آرمان‌شهری حقیقی، مطالعه مدل‌های آرمان‌شهری امکان‌پذیر برای جامعه و راه‌های دستیابی به آنها است.

## نمای کلی

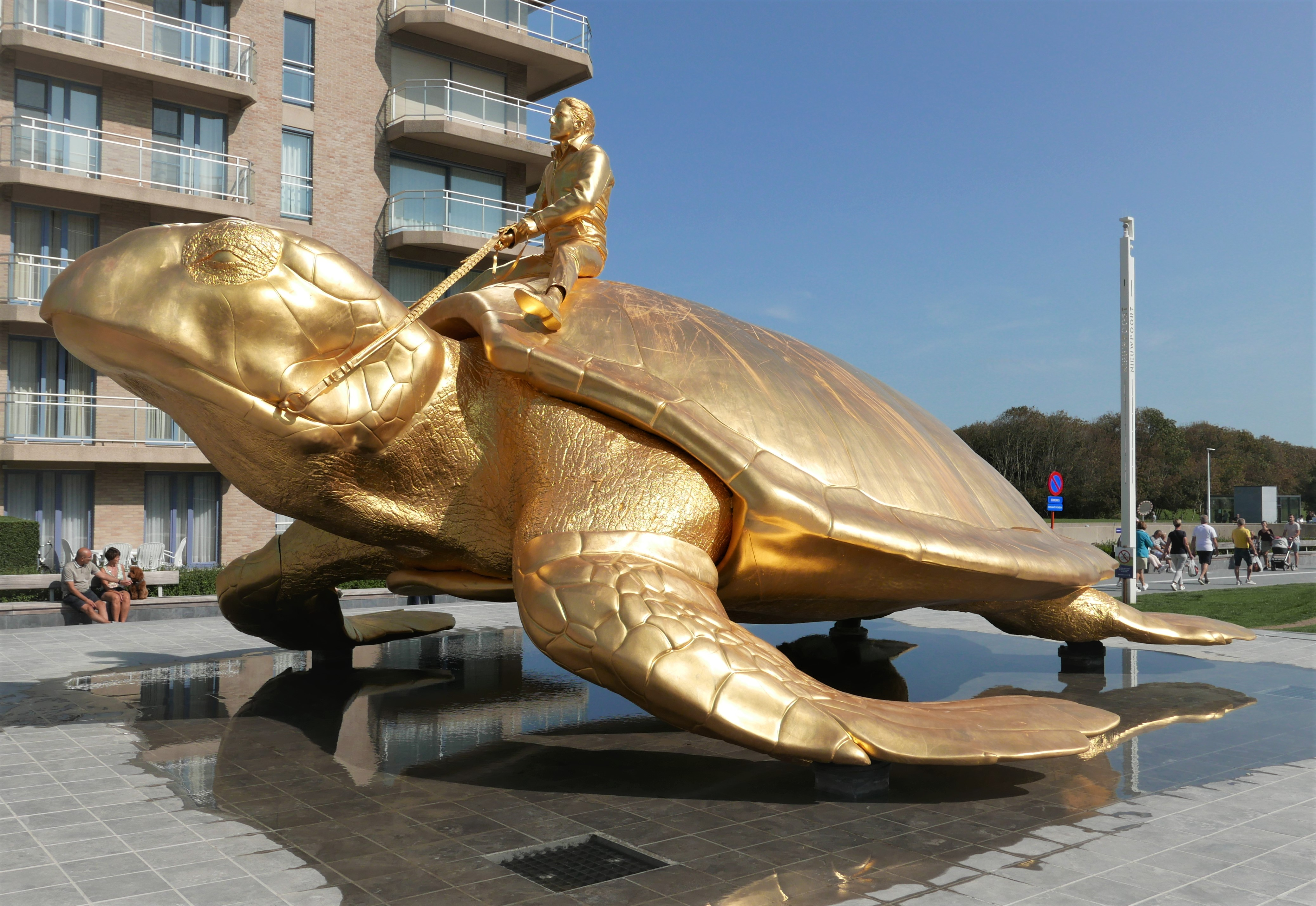
مجسمه نمادین

رایت از سال ۱۹۹۱، مجموعه‌ای از کنفرانس‌های کارگاهی به نام «طرح آرمان‌شهری حقیقی» ترتیب داد که الگوی عملیاتی طرح جامعه‌شناسی آرمان‌شهری حقیقی شد. این کنفرانس‌ها توسط مرکز عدالت اجتماعی ای.ای. هیونز در دانشگاه ویسکانسین-مدیسون پشتیبانی می‌شود و بر اساس اطلاعیه‌ای پرشور اطلاع‌رسانی می‌شود که خطوط اساسی یک پیشنهاد نهادی رادیکال را ترسیم می‌کند. این اطلاعیه سپس برای ۱۵ تا ۲۰ پژوهشگری ارسال می‌گردد که در این زمینه مقاله می‌نویسند. پیش از کنفرانس، این مقالات برای همه شرکت کنندگان در کنفرانس ارسال می‌شود و سپس هر یک، در کنفرانس ارائه و مورد بحث قرار می‌گیرد. پس از کنفرانس، شرکت‌کنندگان فرصت دارند تا مقاله خود را پیش از انتشار جمعی در مجموعه «طرح آرمان‌شهری حقیقی» انتشارات ورسو بازبینی کنند. به استثنای مقالات اولین کنفرانس سال ۱۹۹۱، سایر مقالات به صورت سری منتشر شده‌اند. موضوعات کنفرانس گذشته عبارتند از:  کمک هزینه‌های درآمد پایه؛ انجمن‌های ثانویه و حکومت دموکراتیک؛ الگویی برای سوسیالیسم بازار، که به صورت کتاب آینده ای برای سوسیالیسم منتشر شد. بازتوزیع کارآمد در سرمایه‌داری پیشرفته؛ تعمیق دموکراسی؛ بازاندیشی در توزیع مجدد؛ بازنشستگی و کنترل انباشت سرمایه؛ مؤسسات برابری طلبی جنسیتی: ایجاد شرایط برای خانواده‌های برابری‌خواه با درآمد دوگانه / مراقب دوگانه. قوه مقننه توسط لات؛ مسیرهای اقتصاد تعاونی؛ و دموکراتیک کردن امور مالی.